# روبرت تي كورودا
روبرت تي كورودا (بالإنجليزية: Robert Kuroda)‏ هو عسكري أمريكي، ولد في 8 نوفمبر 1922 في آييا، هاواي في الولايات المتحدة، وتوفي في 20 أكتوبر 1944 في Bruyères ‏ في فرنسا.